# Austrolycus depressiceps
Austrolycus depressiceps és una espècie de peix de la família dels zoàrcids i de l'ordre dels perciformes.

## Morfologia
- Els mascles poden assolir 57 cm de longitud total.[3][4]

## Hàbitat
És un peix de clima temperat i demersal.

## Distribució geogràfica
Es troba des de l'illa de Chiloé (Xile) fins a la Terra del Foc i les Illes Malvines.

## Observacions
És inofensiu per als humans.